# Arctostylopidae
Arctostylopidae (лат.) — семейство вымерших млекопитающих из инфракласса плацентарных, живших во времена палеоцена — нижнего эоцена (61,7—48,6 млн лет назад) на территории современных Казахстана, Китая, Монголии и США. Некоторые систематики выделяют семейство в монотипический отряд Arctostylopida.

## Систематика
Родственные связи семейства неясны, ранее считалось, что они были связаны с «копытными», конкретно — могли быть северными родственниками южноамериканских нотоунгулятов, в частности Notostylopidae.
В 2006 году была выдвинута альтернативная версия: предполагается, что Arctostylopidae относятся к тупиковой ветви азиатских Glires, следовательно, эволюционно близки зайцеобразным и грызунам. Эта связь основана на сходстве в форме их предплюсновой (лодыжечной) кости: предплюсна Arctostylopidae очень охожа на аналогичную кость представителей рода Rhombomylus.

### Классификация
По данным сайта Paleobiology Database, на май 2019 года в семейство включают 11 вымерших родов:
- Роды incertae sedis
  - Род Anatolostylops Zhai, 1978 (2 вида)
  - Род Arctostylops Matthew, 1915 (или в подсемействе Arctostylopinae, 1 вид)
  - Род Palaeostylops Matthew & Granger, 1925 [syn. Gashatostylops Cifelli et al., 1989] (2 вида)
  - Род Sinostylops Tang & Yan, 1976 (1 вид)
  - Род Stenostylops Huang et al., 2001 (1 вид)
  - Род Wanostylops Huang & Zheng, 1997 (2 вида)
- Подсемейство Arctostylopinae Tong & Wang, 2006
  - Род Migrostylops Tong & Wang, 2006 (2 вида)
- Подсемейство Asiostylopinae Zheng, 1979
  - Род Asiostylops Zheng, 1979
- Подсемейство Bothriostylopinae Tong & Wang, 2006
  - Род Allostylops Zheng, 1979
  - Род Bothriostylops Zheng & Huang, 1986 (3 вида)
- Подсемейство Kazachostylopinae Nessov, 1987
  - Род Kazachostylops Nessov, 1987 (1 вид)